# آرثر أندرسون
آرثر أندرسون (بالإنجليزية: Arthur Anderson)‏ هو سياسي أسترالي، ولد في 1860 في سيدني في أستراليا، وتوفي في 5 مايو 1915. حزبياً، نشط في حزب العمال الأسترالي. وقد انتخب عضو مجلس نواب تسمانيا عن دائرة Division of Bass (state) ‏ (23 يناير 1913 – 5 مايو 1915).